# كلين
كلين (بالروسية: Клин، وتعني حرفيا الإسفين) هي إحدى مدن روسيا في الكيان الفدرالي الروسي موسكو أوبلاست.

## شخصيات مشهورة
إيفان فيليبوفيتش أوساجين ، فيزيائي تجريبي
نيكولاي إيليتش ستوغوف ، طيار اختبار مشرف لاتحاد الجمهوريات الاشتراكية السوفياتية ، بطل الاتحاد السوفيتي
سيرجي ألكساندروفيتش أفاناسييف ، بطل العمل الاشتراكي مرتين
مارك إيزاكوفيتش برودكين ، فنان الشعب في اتحاد الجمهوريات الاشتراكية السوفياتية
يوري فاسيليفيتش كاراباييف ، فنان الشعب الروسي
إيليا فيلاتوف ، المدير الأعلى ، الممول ، خبير تطوير التكنولوجيا المالية

## توأمة
لكلين اتفاقيات توأمة مع كل من:
- أورلي
- لابينرنتا

## أعلام
- فلاديمير فاسيلييف